# Fremmed danser
Fremmed danser (fremmed). I mange danse står man parvis for eksempel i en kreds. Her er fremmed danser, den danser man møder ved at vende ryggen til egen danser. Står man på række vil fremmed danser være en danser man står ved siden af.
| Sport | Spire Denne artikel om sport er en spire som bør udbygges. Du er velkommen til at hjælpe Wikipedia ved at udvide den. |